# Dibrova, Malîn
Dibrova (în ucraineană Діброва) este localitatea de reședință a comunei Dibrova din raionul Malîn, regiunea Jîtomîr, Ucraina.
Localitatea face parte din regiunea istorică Volânia, iar după tratatul de pace de la Riga din 1921 a devenit parte a Uniunii Sovietice.

## Demografie
Componența lingvistică a localității Dibrova
     Ucraineană (98,21%)
     Română (1,79%)
Conform recensământului din 2001, majoritatea populației localității Dibrova era vorbitoare de ucraineană (98,21%), existând în minoritate și vorbitori de română (1,79%).